# Cum proxime

Wappen Pius’ XI.

Cum proxime (lateinisch, deutsch „Nachdem jüngst“) ist ein Apostolisches Schreiben in der Form eines Motu proprio von Papst Pius XI., das unter anderem die Fristen bis zum Beginn des Konklaves nach Eintritt der Sedisvakanz festlegt. Er veröffentlichte es am 1. März 1922, 22 Tage nach seiner Wahl zum Papst.

## Konklave vor den Apostolischen Schreiben
Das Konklave 1922 begann am 2. Februar 1922, also elf Tage nach dem Tod von Papst Benedikt XV. Sieben der Papstwähler nahmen nicht an der Wahl teil. José María Martín de Herrera y de la Iglesia, Erzbischof von Santiago de Compostela, verzichtete aufgrund seines Alters auf eine Teilnahme. Leo Skrbenský von Hříště, Erzbischof von Prag, und Giuseppe Antonio Ermenegildo Prisco, Erzbischof von Neapel, waren erkrankt. Louis-Nazaire Bégin, Erzbischof von Quebec, Denis Joseph Dougherty, Erzbischof von Philadelphia, und William Henry O’Connell, Erzbischof von Boston, kamen erst nach Beginn der Wahl in Rom an. Joaquim Arcoverde de Albuquerque Cavalcanti, Erzbischof von São Sebastião do Rio de Janeiro, sah von Strapazen der weiten Reise komplett ab.
Am Konklave 1799–1800 nahmen infolge von Napoleons Kriegen nur 34 der 45 Kardinäle teil. Die Erhöhung der Reisegeschwindigkeit durch die Eisenbahn ermöglichte mehr Kardinälen die Teilnahme am Konklave, aber die Ernennung von Kardinälen, die außerhalb von Europa residierten, verursachte neue Schwierigkeiten. Beim Konklave 1878 brauchte John McCloskey aus New York 14 Tage für die Reise und kam drei Tage nach Ende des Konklaves an. 1903 war James Gibbons, Erzbischof von Baltimore, der erste nichteuropäische Kardinal, der an einem Konklave teilnahm. Das gelang ihm aber nur, weil der Tod des Papstes absehbar war, er sich bereits vorher auf den Weg gemacht hatte und in Frankreich auf den Tod des Papstes wartete. Kardinal Patrick Francis Moran aus Sydney, Australien, reiste am 9. Juli 1903 ab und erreichte am 20. August 1903 Rom. Im Jahr 1914, als das Konklave am 31. August begann, kamen die Kardinäle Gibbons aus Baltimore und William O’Connell aus Boston erst im November in Rom an. Kardinal Louis-Nazaire Bégin von Quebec kam noch später an.
1922 wusste Kardinal Joaquim Arcoverde de Albuquerque Cavalcanti aus Rio de Janeiro, dass er Rom nicht rechtzeitig zum Konklave erreichen konnte, und trat daher die Reise nicht an. Die anderen drei nichteuropäischen Kardinäle – wiederum O’Connell und Bégin, die bereits 1914 wahlberechtigt gewesen waren, sowie Denis Dougherty aus Philadelphia – trafen nicht rechtzeitig ein, um am Konklave teilzunehmen. O’Connell traf am 6. Februar im Vatikan ein, „in dem Moment, als der neue Papst die Menge segnete“. Ein Beobachter soll gesagt haben, dass O’Connell nicht die schnellste Reisemöglichkeit genutzt habe, um die Notwendigkeit einer Reform und die Bedeutung der USA für die Kirche zu unterstreichen. Die Kardinäle Dougherty und Bégin erwarteten nie, rechtzeitig anzukommen, erfuhren das Ergebnis des Konklaves, während sie noch auf See waren, und erreichten Rom am 9. Februar.
1922 diskutierte das Kardinalskollegium, ob es mit dem Konklave beginnen solle oder nicht. Zwei Drittel der Nichtitaliener und einige Italiener wollten den Beginn des Konklaves bis zum Eintreffen des ersten amerikanischen Kardinals verschieben. Am 8. Februar baten vier französische Kardinäle, Louis Luçon aus Reims, Louis-Ernest Dubois aus Paris, Pierre Andrieu aus Bordeaux und Louis-Joseph Maurin aus Lyon, um Änderungen des Kirchenrechts, um eine unbestimmte Verzögerung zu ermöglichen und so die Teilnahme der Kardinäle aus Nord- und Südamerika sicherzustellen. Kardinal Pietro Gasparri, der die italienische Fraktion anführte, die gegen einen späteren Beginn des Konklaves war, drückte seine Unterstützung für eine Änderung des Zeitplans aus.
Am 28. Februar traf sich Papst Pius mit Kardinal O’Connell und sagte: „Es wird keine 5000-Meilen-Rennen mehr geben für den vergeblichen Versuch, Rom rechtzeitig für ein Konklave zu erreichen. Die Vereinigten Staaten sind zu wichtig, um sie so zu ignorieren. Ich werde dafür sorgen, dass das, was beim letzten Konklave passiert ist, nicht wieder vorkommt.“
Am 1. März 1922 erließ Papst Pius Cum Proxime. Er nahm die Erfahrungen des Konklaves, das ihn gewählt hatte, zur Kenntnis. Anstelle eines festen Beginns des Konklaves am zehnten Tag nach Beginn der Sedisvakanz des Stuhls Petri legte er den Beginn des Konklaves auf den zehnten bis fünfzehnten Tag fest.

## Inhalt
Zu Beginn des Dokumentes stellt der Papst fest, dass seine Wahl nach den gültigen Vorschriften seines Vorgängers Pius X. vom 25. Dezember 1904 stattfand und er somit rechtmäßiger Papst ist. Er berichtet darüber, dass in den vorbereitenden Generalkongregationen der Wunsch nach einer Änderung der Vorschriften herangetragen wurde.
In Absatz I. verlegt er den Beginn der Papstwahl auf den 15. Tag nach Beginn der Sedisvakanz des Stuhls Petri. Die Generalkongregation der Kardinäle darf den Beginn um weitere zwei oder drei Tage verschieben.
In Absatz II. bestätigt er die Vorschriften wegen der Begleitpersonen im Konklave. Jeder Kardinal darf von zwei Personen begleitet werden. Auch die abweichenden Bestimmungen für kranke Kardinäle bleiben bestehen.
In Absatz III. werden die Kardinäle verpflichtet, täglich die Eucharistie zu feiern. Die Kardinäle, die nicht teilnehmen können, müssen die Heilige Kommunion dennoch empfangen.
Am Ende ordnet er an, dass das Motu proprio in der ersten Generalkongregation der Kardinäle nach dem Tod des Papstes verlesen werden soll.

## Konklave nach dem Apostolischen Schreiben
Beim Konklave 1939, das Cum Proxime folgte, wartete das Kardinalskollegium die maximalen 18 Tage, und alle 62 Kardinäle, sechs hiervon aus Amerika, nahmen am Konklave teil. Beim Konklave 1958 war die Reisegeschwindigkeit durch das Flugzeug so weit erhöht, dass eine Zeitung meinte: „Der Erzbischof von New York kann Rom heute schneller erreichen als der Erzbischof von Palermo vor einer Generation.“
Bei den Konklaven 1958 und 1963 wurde jeweils 15 Tage gewartet.
Dennoch erlaubte Papst Paul VI. 1975 dem Kollegium, den Konklavebeginn bis zum zwanzigsten Tag nach dem Tod des Vorgängerpapstes hinauszuzögern, eine Regelung, die in der apostolischen Konstitution Universi Dominici gregis von Johannes Paul II. bestätigt wurde.
Mit dem Beginn des Konklaves August 1978 wurde 18 Tage gewartet. Im Oktober 1978 sowie 2005 waren es 15 Tage. Beim Konklave 2013 waren es 11 Tage, was aufgrund der Regelungen des Motu proprio Normas nonnullas möglich war.